# Aeroporto de Hiroshima
O Aeroporto de Hiroshima (em japonês: 広島空港) (IATA: HIJ, ICAO: RJOA) é um aeroporto internacional localizado na cidade de Mihara e que serve a cidade de Hiroshima no Japão.